# Et moi, j'te dis qu'elle t'a fait de l'œil (film, 1935)
Pour les articles homonymes, voir Et moi, j'te dis qu'elle t'a fait de l'œil.
Pour plus de détails, voir Fiche technique et Distribution.
Et moi, j'te dis qu'elle t'a fait de l'œil est un film français réalisé par Jack Forrester, sorti en 1935.

## Synopsis
Les rapports entre une femme, son mari et son amant, se compliquent quand elle devient jalouse de l'un et de l'autre…

## Fiche technique
- Titre français : Et moi, j'te dis qu'elle t'a fait de l'œil
- Réalisation : Jack Forrester
- Scénario : René Pujol d'après la pièce de théâtre éponyme de Maurice Hennequin et Pierre Veber
- Décors : Henri Ménessier
- Photographie : Willy Faktorovitch
- Production : Jack Forrester et André Parant
- Société de production : Société Forrester-Parant Productions
- Société de distribution : Paramount
- Pays d'origine :  France
- Langue originale : français
- Format : Noir et blanc — 35 mm — 1,37:1 — Son Mono
- Genre : Comédie
- Durée : 80 minutes
- Date de sortie : France : 6 septembre 1935

## Distribution
- Colette Darfeuil : Aurélie Lambrusque
- Frédéric Duvallès : Yves Ploumanach
- Jules Berry : André Courvalin
- Claude May : Suzanne Lambertier
- Alice Tissot : La baronne de Lespinois
- René Bergeron : Le commissaire de police
- Julien Carette : Auguste
- Annette Doria : Marthe
- Pierre Ferval
- Jeanne Fusier-Gir : Anne-Marie
- Anthony Gildès
- Bernard Lancret
- Ginette Leclerc : Francine
- Paul Pauley : Lambrusque
- Nita Raya
- Mireille Barsac : non créditée